# Sao biển Bắc Thái Bình Dương
Asterias amurensis, còn được gọi là Sao biển Bắc Thái Bình Dương, là một loài sao biển có nguồng gốc ở bờ biển phía bắc Trung Quốc, Hàn Quốc, Nga và Nhật Bản. Loài này đã được giới thiệu đến các khu vực đại dương của Tasmania, Nam Úc, Alaska, quần đảo Aleutian,một phần của châu Âu, và Maine.
Ăn được.